# Стрелолист
Стрелоли́ст (лат. Sagittária) — род водных многолетних растений семейства Частуховые (Alismataceae). По данным сайта The Plant List род насчитывает более 40 видов, произрастающих в умеренных и тропических регионах.

## Название
Научное название рода происходит от латинского субстантивированного прилагательного sagittaria — стрельчатая (по форме листьев).
Русские народные названия: болотник, стрела, шильник.

## Биологическое описание

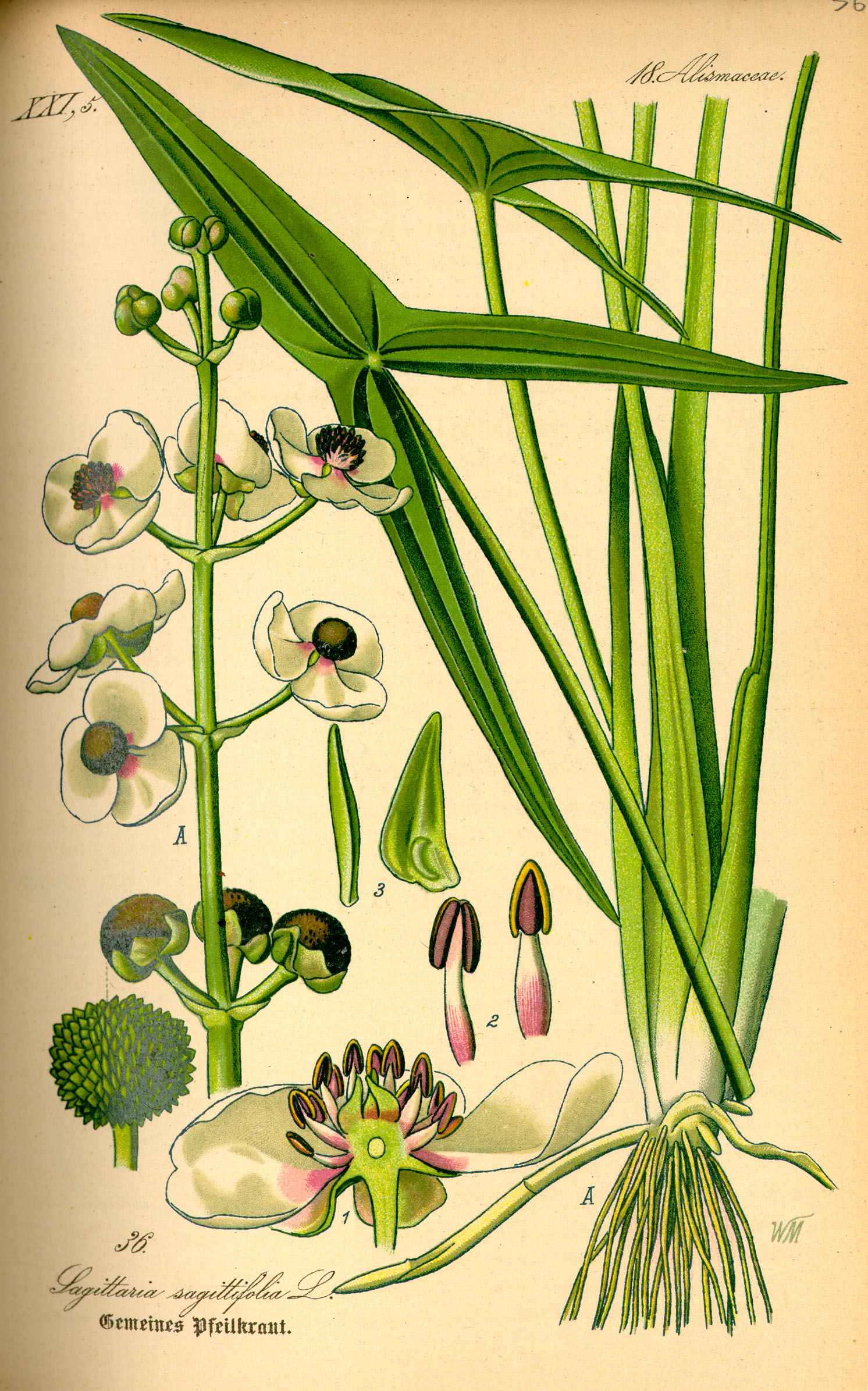
Стрелолист обыкновенный.

Стрелолисты — многолетние травянистые растения, полностью растущие в воде либо частично в неё погружённые (гидрофиты по жизненной форме).
Из короткого толстого корневища выходит трёхгранный стебель. Он достигает 20—110 см в длину, но при этом целиком находится под водой и наполнен воздухоносной тканью (аэренхимой).
На столонах стрелолиста часто возникают подземные клубни.
Для стрелолиста характерно явление гетерофиллии: листья имеют различную форму. Подводные листья — простой удлинённой формы, чаще похожи на тонкие нити до 1,2 м длиной. Плавающие — эллиптические. Надводные листья по форме напоминают стрелу, обычно достигают длины 25—30 см.
Цветки собраны в кисть по три, раздельнополые, в диаметре от 1,2 до 5 см, имеют зелёную трёхчленную чашечку и три белых с розовым основанием лепестка. Нижние две мутовки из пестичных цветков, прочие — из тычиночных, цветоносы пестичных цветков короче. Цветут с середины июня до конца августа. Опыляются насекомыми.
Плод — семянка с носиком, плавающая на поверхности воды. Стрелолистам, как и другим родам семейства Частуховые, присуща гидрохория — распространение семян и плодов водными течениями.

## Распространение и экология
Растёт, в основном, по берегам различных водоёмов. Растение водное и болотное, предпочитающее глеевые почвы и свежие торфяники.
Стрелолист может служить примером группового экологического диморфизма: растения, находящиеся в воде на глубине более полутора метров, имеют только лентовидные водные листья, а растущие у самой кромки воды — только стреловидные надземные.

## Значение и применение
Богатые крахмалом клубни различных видов стрелолиста съедобны и употребляются в пищу в варёном и печёном виде (вкусом напоминают каштан).
По своему составу клубни стрелолиста не только не уступают обычному картофелю, но являются ещё в 11⁄2 раза менее водянистыми, во столько же раз богаче крахмалом и в 5 раз белками. Единственным отрицательным свойством отваренных в солёной воде клубней является некоторая горечь, остающаяся во рту после их употребления.
В Японии и Китае культурную форму стрелолиста трёхлистного возделывают.
Клубни служат пищей для ондатры.
Некоторые виды стрелолиста, особенно североамериканские, выращивают в аквариумах. У выращиваемых в аквариуме стрелолистов листья мягкие и лентовидные. При выращивании в аквариумах на бедных почвах, например, на песке, рост стрелолистов подавляется, и растения в этих условиях остаются на ювенильной стадии, что часто используется аквариумистами.

## Виды
По информации базы данных The Plant List, род включает 45 видов. Некоторые из них:
- Sagittaria aginashii Makino — Стрелолист Агинаши
- Sagittaria graminea Michx. — Стрелолист злаковый, или Стрелолист злаковидный
- Sagittaria latifolia Willd. — Стрелолист широколистный
- Sagittaria natans Pall. — Стрелолист плавающий
- Sagittaria platyphylla (Engelm.) J.G.Sm. — Стрелолист плосколистный
- Sagittaria sagittifolia L. — Стрелолист обыкновенный
- Sagittaria trifolia L. — Стрелолист трёхлистный